# Val de Travers

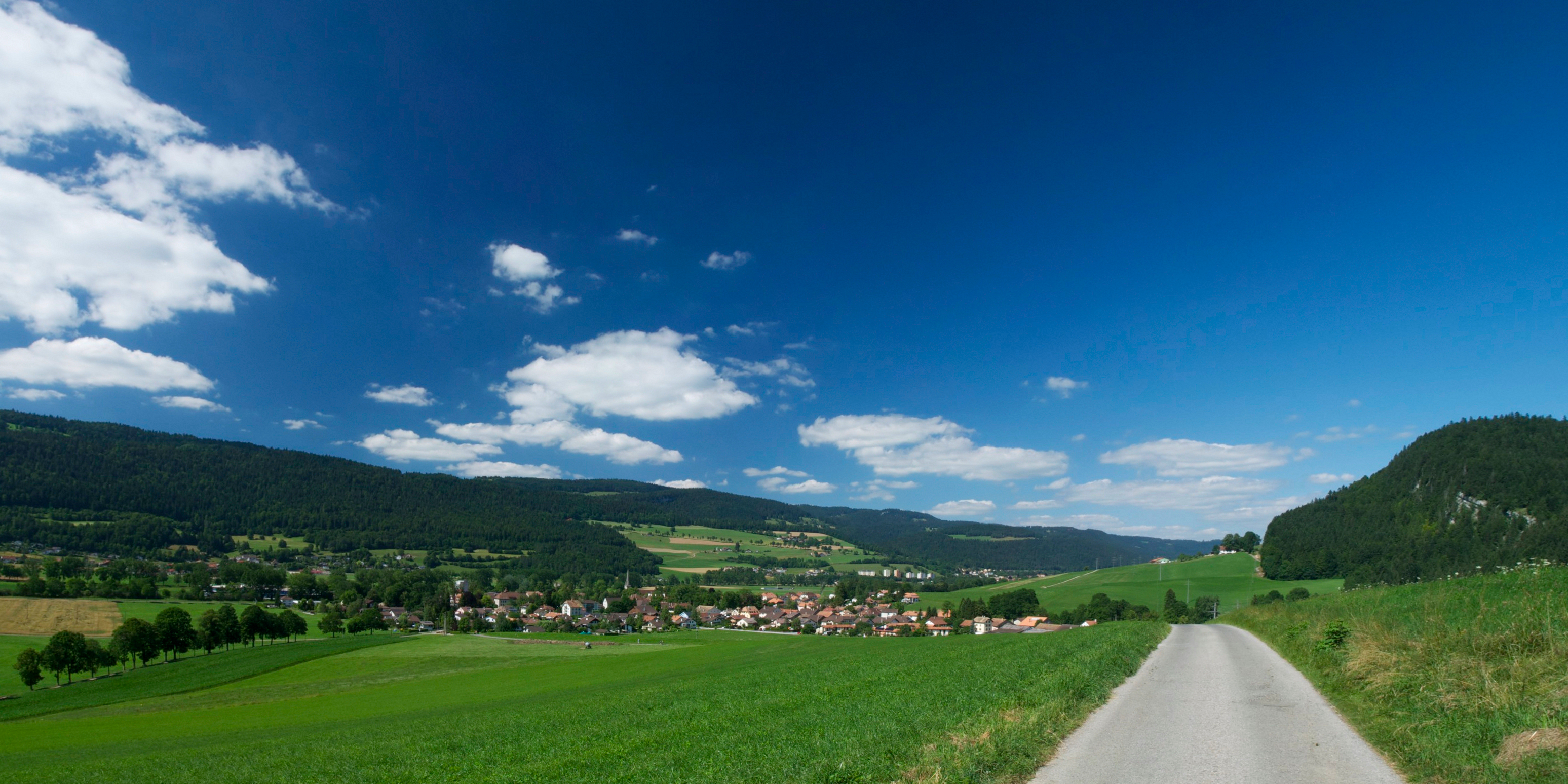
Das Tal mit den Dörfern Môtiers, Boveresse und Couvet

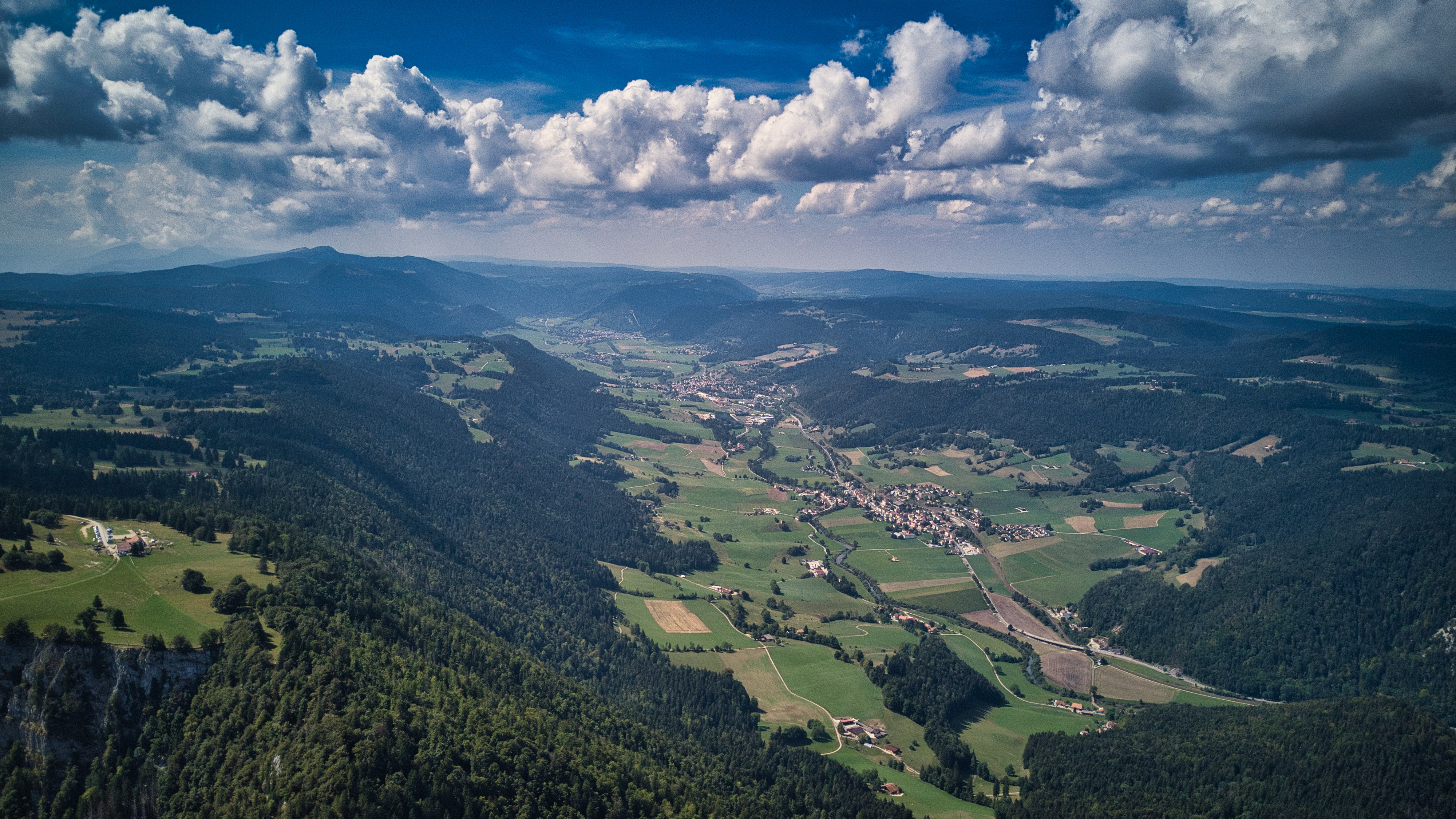
Luftaufnahme Val de Travers, 2022

Das Val de Travers ist ein Längstal im Neuenburger Jura der Schweiz. Es wird von der Areuse durchflossen; der Talboden liegt im Mittel auf rund 730 m ü. M. Die Talschaft nimmt den östlichen Teil des gleichnamigen ehemaligen Bezirks Val-de-Travers im Kanton Neuenburg ein.
Das Val de Travers verdankt seinen Namen der Tatsache, dass es quer liegt zu den anderen Juratälern des Kantons Neuenburg (Vallée de la Brévine, Vallée de La Sagne und Val-de-Ruz). Den Namen Vallis Transversa trägt das Tal seit der Römerzeit.

## Geografie
Das Val de Travers erstreckt sich über eine Länge von rund 15 km in Westsüdwest-Ostnordost-Richtung. Es besitzt einen 0.5 bis maximal 2 km breiten flachen Talboden, während das gesamte Talbecken (mit den angrenzenden Hängen) etwa 3 bis 4 km breit ist. Das Val de Travers beginnt südwestlich der Ortschaft Buttes an der Stelle, wo sich das schluchtartige, vom Buttes durchflossene Vallon de Noirvaux zu einem breiten Talbecken öffnet. Hier liegt der Talboden auf 770 m ü. M. Nach etwa 4 km tritt bei Fleurier von Westen her der Hauptfluss Areuse durch eine Klus in das Val de Travers ein. In geografischem Sinne gehört auch der westlich dieser Klus gelegene Talkessel von Saint-Sulpice zur Talschaft des Val de Travers.
Bei Fleurier liegt der Talboden auf 740 m ü. M. Hier mündet der Buttes in die Areuse. Diese fliesst teils kanalisiert und begradigt, teils mit quasinatürlichen aber befestigten Ufern nach Ostnordosten durch das Becken. Auf ihrem Lauf nimmt sie von Süden den Bied und von Norden den Sucre auf, beides kurze Seitenbäche, die Erosionstäler in die Hänge eingeschnitten haben. Ansonsten sind die Talhänge nur wenig gegliedert. 
Im nordöstlichen Teil des Val de Travers befindet sich das Talbecken von Noiraigue, das durch den vorgeschobenen Rücken der Colline des Oeuillons vom Hauptteil der Talschaft abgetrennt ist. Hier erhält die Areuse Zufluss von der Noiraigue, die in einer Karstquelle entspringt. Die Engstelle zwischen der Clusette (1119 m ü. M.) im Norden und dem Dos de l’Ane (bis 1300 m ü. M.) des Soliat im Süden, durch welche die Areuse in ein schluchtartiges Tal fliesst, bildet den östlichen Abschluss des Val de Travers. Auf der 12 km langen Strecke zwischen Fleurier und Noiraigue weist die Areuse ein Gefälle von nur gerade 0,1 % auf; die Längsneigung des Val de Travers ist also minimal.
Flankiert wird das Val de Travers im Süden von der südlichsten Jurakette mit den Hauptgipfeln Chasseron (1607 m ü. M.) und Soliat (1463 m ü. M.), im Norden von einer weiteren Kette mit den Höhen der Montagne de Buttes (1245 m ü. M.), Trémalmont (1277 m ü. M.) und Crêt du Cervelet (bis 1308 m ü. M.). Während die steilen Talflanken überwiegend bewaldet sind (hauptsächlich Tannen- und Buchenwälder), findet man auf den Hochlagen ausgedehnte Weiden.

## Geologie
Das Val de Travers bildet nicht eine Synklinale im klassischen Sinne, denn im Zuge der Jurafaltung wurden die Gesteinsschichten der Chasseron-Soliat-Kette mehrere Kilometer über den bestehenden Untergrund geschoben. Somit ist der südliche Rand des Talbeckens durch eine Überschiebung gekennzeichnet. Auch die nördlich an das Tal angrenzenden Antiklinale weist verschiedene tektonische Störungen auf.
Das Talbecken ist ein Sedimentbecken und gefüllt mit tertiären Sandstein- und Mergelschichten, die durch Erosionsvorgänge während der Jurafaltung hierher verfrachtet wurden. Darüber legten sich quartäre Ablagerungen sowohl glazialen als auch fluvialen Ursprungs. Durch einen prähistorischen Bergsturz im Bereich östlich von Noiraigue wurde die Areuse aufgestaut, und es bildete sich vorübergehend ein See, der das gesamte Talbecken bis nach Buttes bedeckte. Nachdem der Fluss die Sperre gelockert und durchbrochen hatte, floss das Wasser allmählich ab. Insbesondere am nördlichen Talhang des Val de Travers sind Kalk- und Mergelschichten aus der Kreidezeit anstehend. Das Relief am gesamten südlichen Talhang sowie im oberen Teil des nördlichen Talhangs wird aber durch die verfalteten Kalksteinschichten des Malm gebildet.

## Bevölkerung

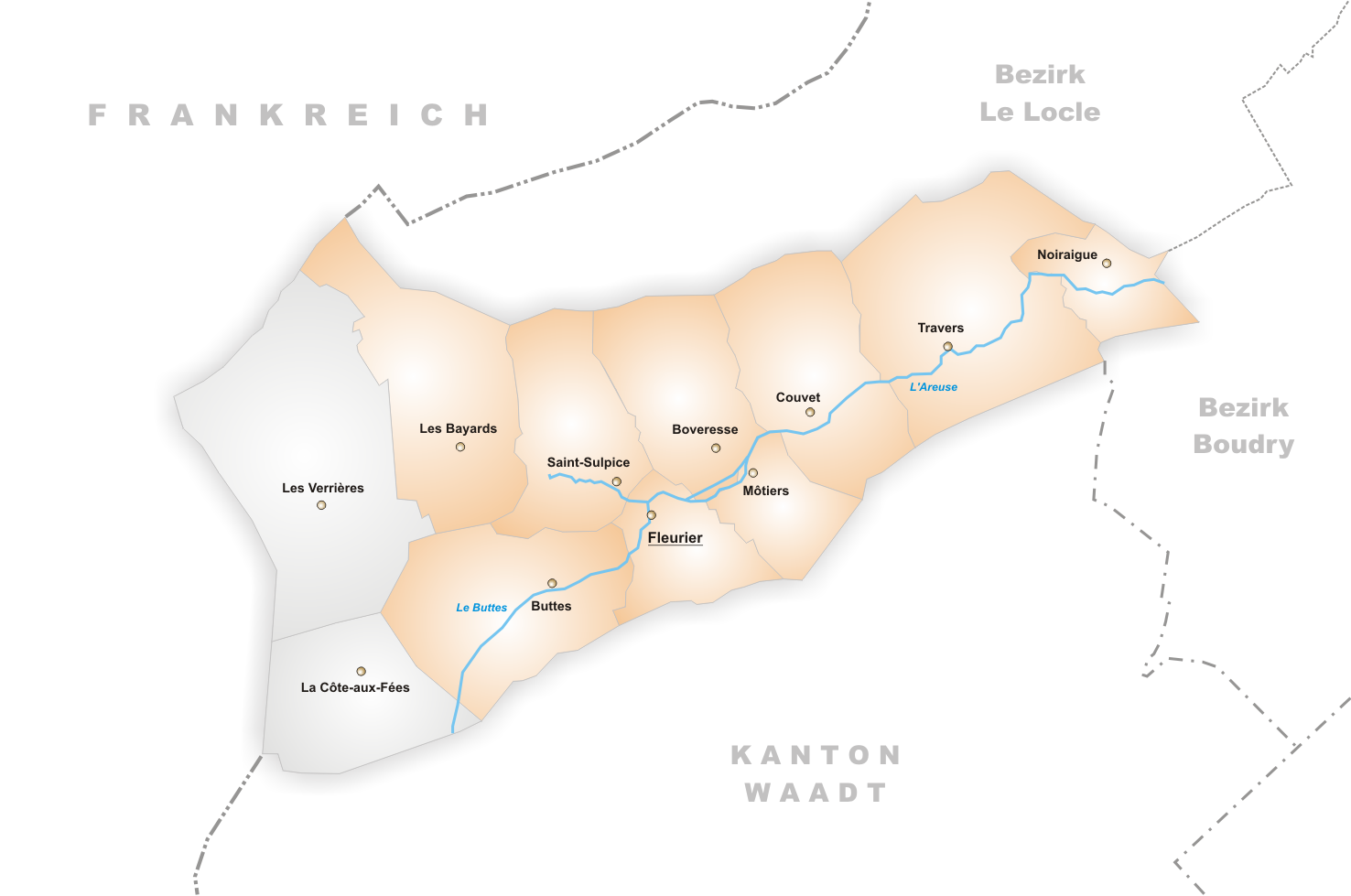
Karte der Gemeinden im Bezirk vor 2008

Früher zählten acht Gemeinden zum Val de Travers (geordnet von Südwesten nach Nordosten): Buttes, Saint-Sulpice (NE), Fleurier, Boveresse, Môtiers (NE), Couvet, Travers und Noiraigue. Sie umfassten 10'467 Einwohner (Ende 2007). Die neue Gemeinde Val-de-Travers umfasst diese acht ehemaligen Gemeinden sowie Les Bayards und hat total 10'649 Einwohner (Ende 2023).
Grösste Ortschaft ist Fleurier mit 3518 Einwohnern, Hauptort ist jedoch Môtiers (NE) mit 825 Einwohnern.

## Wirtschaft
Seit dem ausgehenden 18. Jahrhundert ist das Val de Travers eine stark industrialisierte Talschaft. Die heutige Industrie konzentriert sich auf die Branchen Feinmechanik, Mikrotechnik, Apparatebau, Herstellung von Präzisionswerkzeugen und Holzverarbeitung. Die einstmals dominierende Uhrenindustrie ist heute praktisch nicht mehr vertreten. Auch die Landwirtschaft hat eine gewisse Bedeutung im Einkommen der Bevölkerung. Dank der fruchtbaren Böden herrscht im Talbecken Ackerbau vor, daneben gibt es Wiesland, während auf den Hochlagen extensive Weidewirtschaft betrieben wird.

## Verkehr
Von Neuenburg her ist das Val de Travers leicht erreichbar. Durch das Tal verläuft die Hauptstrasse 10, welche von Neuenburg via Fleurier und Les Verrières nach Pontarlier in Frankreich führt. 
Bereits am 25. Juli 1860 wurde die Eisenbahnlinie von Neuenburg durch das Val de Travers nach Pontarlier eingeweiht. Um die Höhendifferenz von ungefähr 200 m zwischen dem Val de Travers und dem Vallon des Verrières zu überwinden, verläuft diese Bahnlinie westlich von Travers entlang dem nördlichen Talhang und konnte deshalb die Dörfer im Talbecken nicht genügend bedienen. Darum wurde parallel dazu im Talboden eine Lokalbahn von Travers nach Saint-Sulpice gebaut, die ihren Betrieb am 24. September 1883 aufnahm (der Abschnitt Fleurier-Saint-Sulpice ist heute für den Personenverkehr stillgelegt). Durch eine Seitenstrecke, die am 11. September 1886 eröffnet wurde, erhielt auch Buttes Anschluss an das schweizerische Eisenbahnnetz. Die Strecke Travers-Buttes wird heute vom Regionalverkehrsunternehmen Transports Régionaux Neuchâtelois (TRN) zusammen mit den Schweizerischen Bundesbahnen betrieben. Auch die Buslinien nach von Fleurier nach Boveresse – Couvet und nach dem Vallon des Verrières werden durch die TRN betrieben, die Verbindungen nach La Brévine – Le Locle und im Sommer am Wochenende nach Yverdon-les-Bains werden von Postautokursen sichergestellt.

## Geschichte
Schon zur Römerzeit wurde das Val de Travers als Durchgangsachse zwischen dem Schweizer Mittelland und der Region Pontarlier respektive Dole genutzt. Erstmals urkundlich erwähnt wird die Talschaft 1049 unter dem Namen Vallis transversa. Später erschienen die Bezeichnungen Vallis traversis (1150) und Vallis traversa (1320). Der Name stammt aus dem Lateinischen und bedeutet schlicht und einfach Quertal, wobei zu bemerken ist, dass das Val de Travers geologisch gesehen ein Juralängstal und nicht ein Quertal darstellt.
Die Besiedlung des Tales erfolgte ab dem 10. Jahrhundert, nachdem Benediktinermönche bei Môtiers ein Kloster gegründet hatten. Die Mönche begannen mit der Rodung und Urbarmachung der Talschaft, die damals zum Hoheitsgebiet des Königreichs Burgund gehörte. In der Folgezeit wurde Môtiers zum Mittelpunkt des Val de Travers, das Priorat hatte die kirchliche und weltliche Herrschaft inne. Im Jahre 1237 gelangte die Talschaft unter die Oberhoheit der Grafen von Neuenburg. Diese liessen 1344 auf einem Vorsprung oberhalb von Môtiers ein Schloss erbauen, das heutige Vieux Château. Die Grafen setzten hier einen Vertreter ein, der die Kastlanei Vautravers verwaltete. So wurde im Mittelalter die Territorialeinheit des Val de Travers genannt, die in etwa die Ausmasse des heutigen Bezirks Val-de-Travers hatte. Nach der Säkularisation des Klosters verliessen die Mönche das Tal und wanderten nach Frankreich aus. Im weiteren Verlauf teilte das Val de Travers die Geschicke des Hoheitsgebietes und ab 1815 schweizerischen Kantons Neuenburg.
Lange Zeit war das Val de Travers landwirtschaftlich geprägt (Getreide-, Hanf- und Flachsanbau). Daneben entwickelte sich Handwerk und Gewerbe, insbesondere Mühlen, Sägereien und Schmieden. Etwa um die Mitte des 18. Jahrhunderts vollzog sich eine rasche Industrialisierung. Damals wurden die Spitzenklöppelei und die Uhrenmacherei eingeführt, die zunächst in Heimarbeit verrichtet wurde. Mit der Gründung der ersten Uhrenfabrik im Jahre 1770, wurde Fleurier zum neuen wirtschaftlichen Zentrum des Tales. Im weiteren Verlauf entstanden in den Dörfern des Val de Travers zahlreiche Fabriken in den Bereichen Uhrenherstellung, Maschinenbau, Herstellung von Textilien und Zement. Schon ab 1714 wurden bei Buttes Asphaltvorkommen abgebaut. Später entstand das Asphaltwerk La Presta zwischen Couvet und Travers, das den Abbau jedoch 1986 einstellte. Die Asphaltminen können heute unter Führung besucht werden.
In der zweiten Hälfte des 19. Jahrhunderts entwickelte sich das Val de Travers zum Zentrum der Absinthherstellung. Grosse Landstücke wurden für den Anbau des Wermutkrauts  (Artemisia absinthium) verwendet. Die Ortschaft Couvet florierte als Zentrum der Absinthproduktion, bis diese 1908 aufgrund einer Volksabstimmung verboten wurde. Heute existieren wieder mehrere Absinthdestillerien im Tal. Nachdem das Verbot 1999 in den meisten Ländern Europas aufgehoben wurde, ermöglichte die Anpassung der Gesetzgebung bezüglich des Thujongehalts bereits ab 2001 wieder das legale Destillieren im Tal. 2005 wurde das Absinthverbot auch in der Schweiz aufgehoben. Der Absatz des Absinth hat seitdem stark zugenommen.

## Politische Organisation
Am 3. April 2007 entschieden sich die Gemeindeparlamente einstimmig für die Fusion aller elf Gemeinden des Bezirks Val-de-Travers. Die Vorlage über den Zusammenschluss wurde den Stimmberechtigten am 17. Juni 2007 unterbreitet. Da sich die Gemeinden Les Verrières und La Côte-aux-Fées gegen den Zusammenschluss aussprachen, kam die Fusion vorerst nicht zustande. Die zustimmenden Gemeinden arbeiteten ein neues Projekt aus, das am 23. Februar 2008 von den Stimmbürgern des Kantons Neuenburg gutgeheissen wurde. Per 1. Januar 2009 wurde aus neun Gemeinden die neue Gemeinde Val-de-Travers gegründet.

## Sehenswürdigkeiten
Zu den bedeutenden Sehenswürdigkeiten im Val de Travers gehören:
- die Karstquelle der Areuse
- die heute stillgelegten und der Öffentlichkeit zugänglich gemachten Asphaltminen von La Presta mit dem Industriemuseum des Val de Travers
- der Ortskern von Môtiers mit dem Jean-Jacques-Rousseau-Museum und dem Heimatmuseum des Val de Travers
- der Felsenkessel Creux du Van und die Areuseschlucht am östlichen Ende des Val de Travers